# La Lande-de-Goult
La Lande-de-Goult är en kommun i departementet Orne i regionen Normandie i nordvästra Frankrike. Kommunen ligger i kantonen Carrouges som tillhör arrondissementet Alençon. År 2022 hade La Lande-de-Goult 186 invånare.

## Befolkningsutveckling
Antalet invånare i kommunen La Lande-de-Goult
| Referens: INSEE |